# Maluszyn (województwo łódzkie)

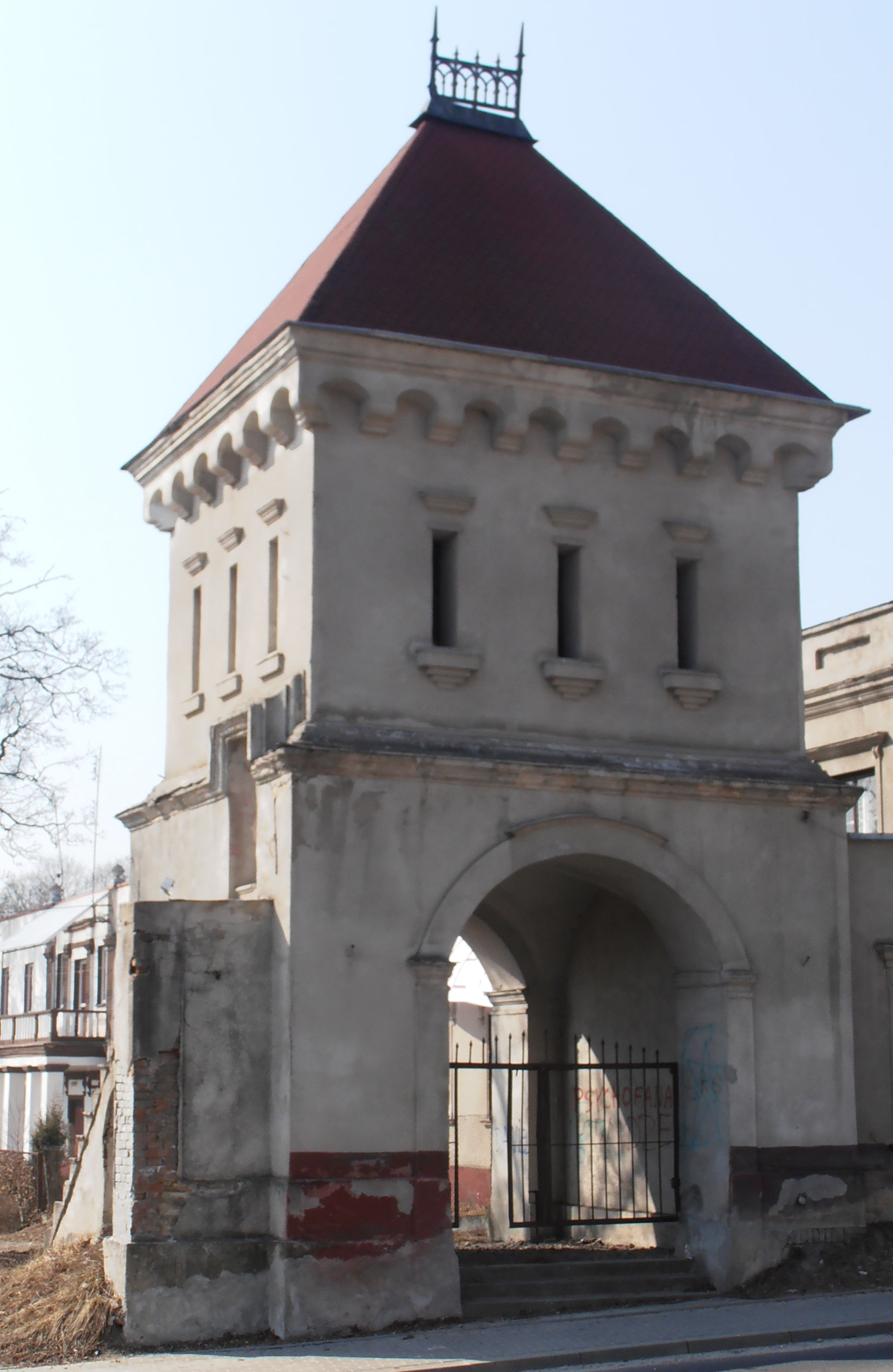
Wieża bramna – pozostałość założenia pałacowego Ostrowskich z Maluszyna

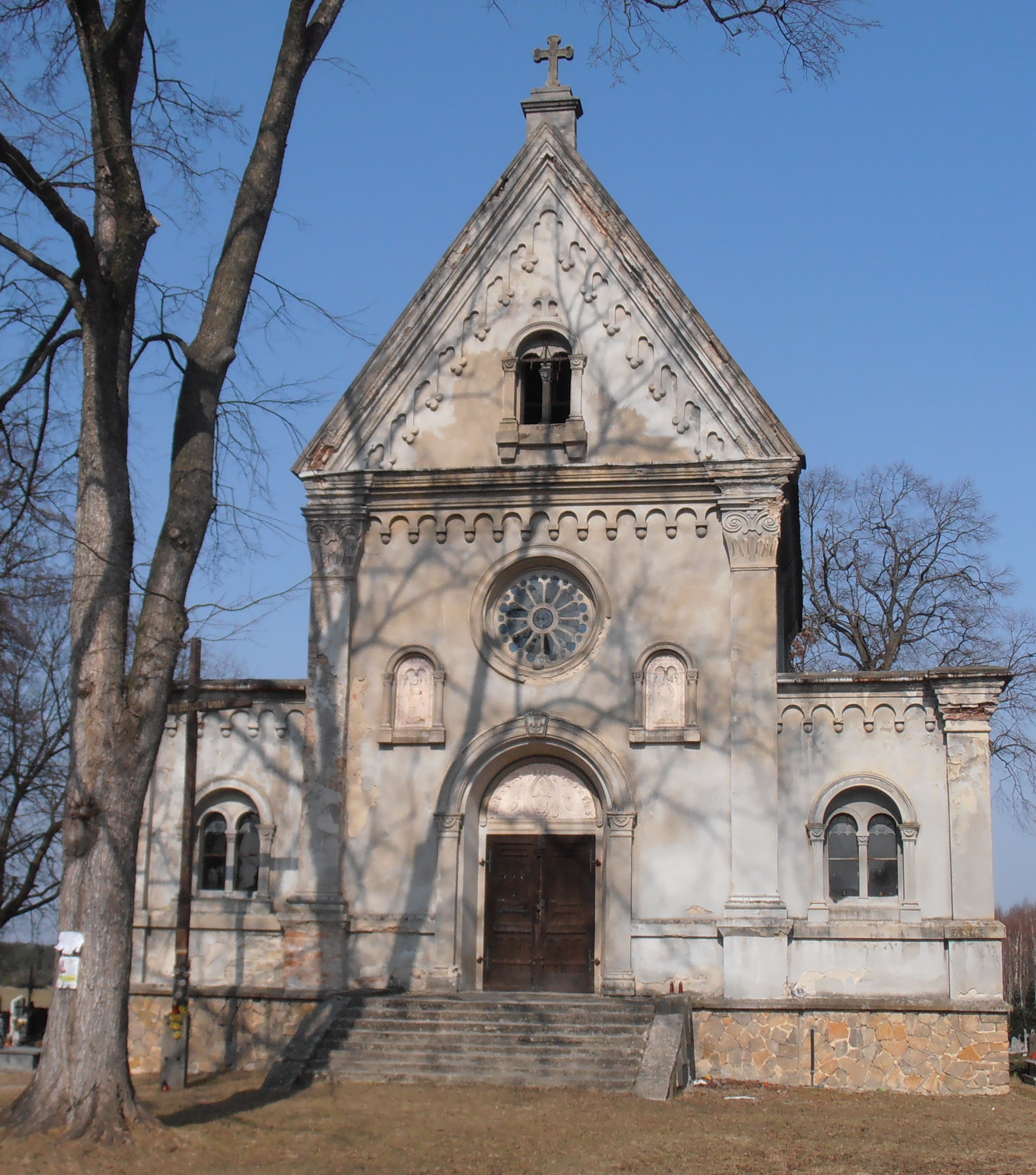
Kaplica cmentarna św. Barbary – mauzoleum rodziny Ostrowskich

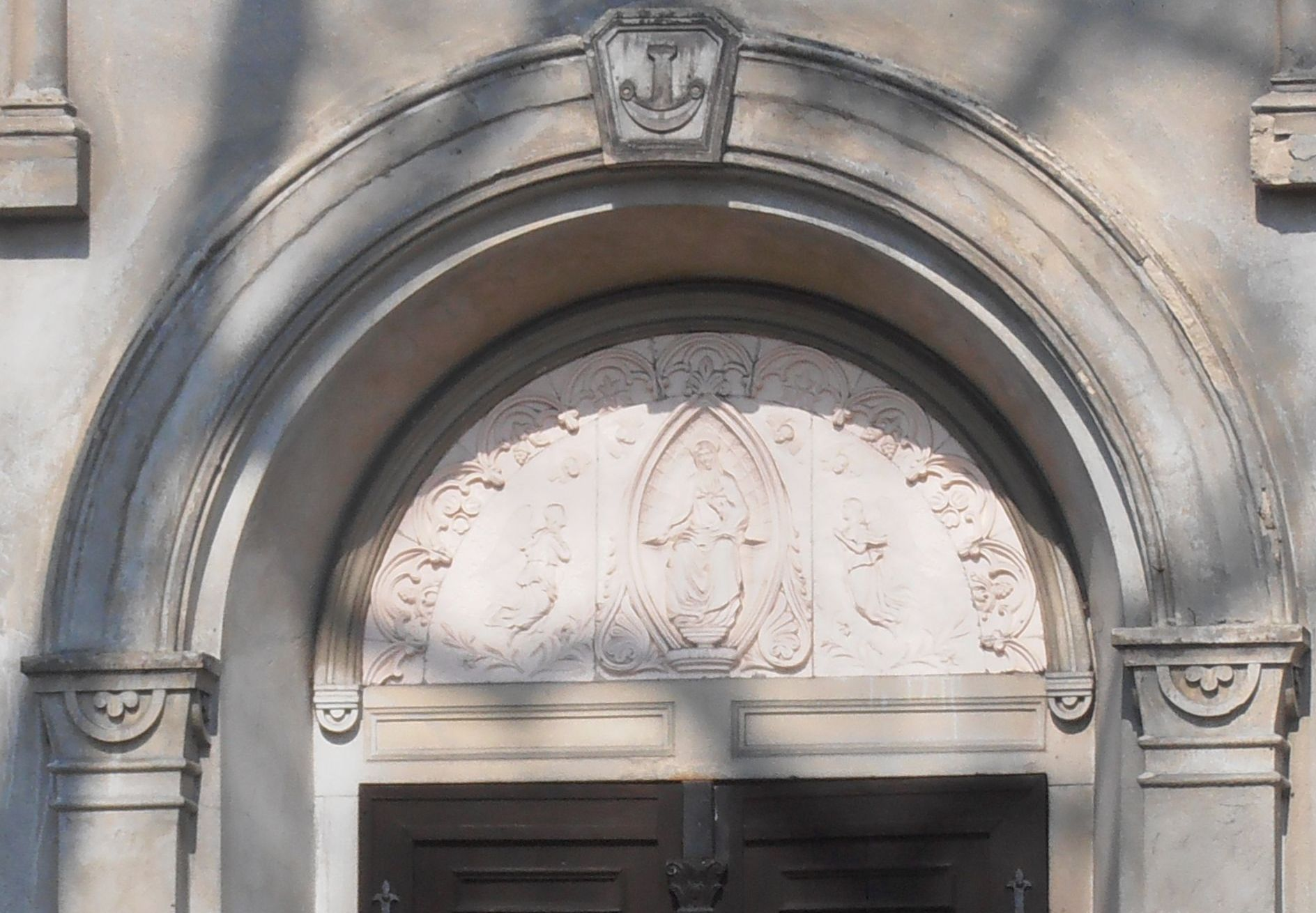
Portal kaplicy cmentarnej z umieszczonym w zwieńczeniu herbem Korab

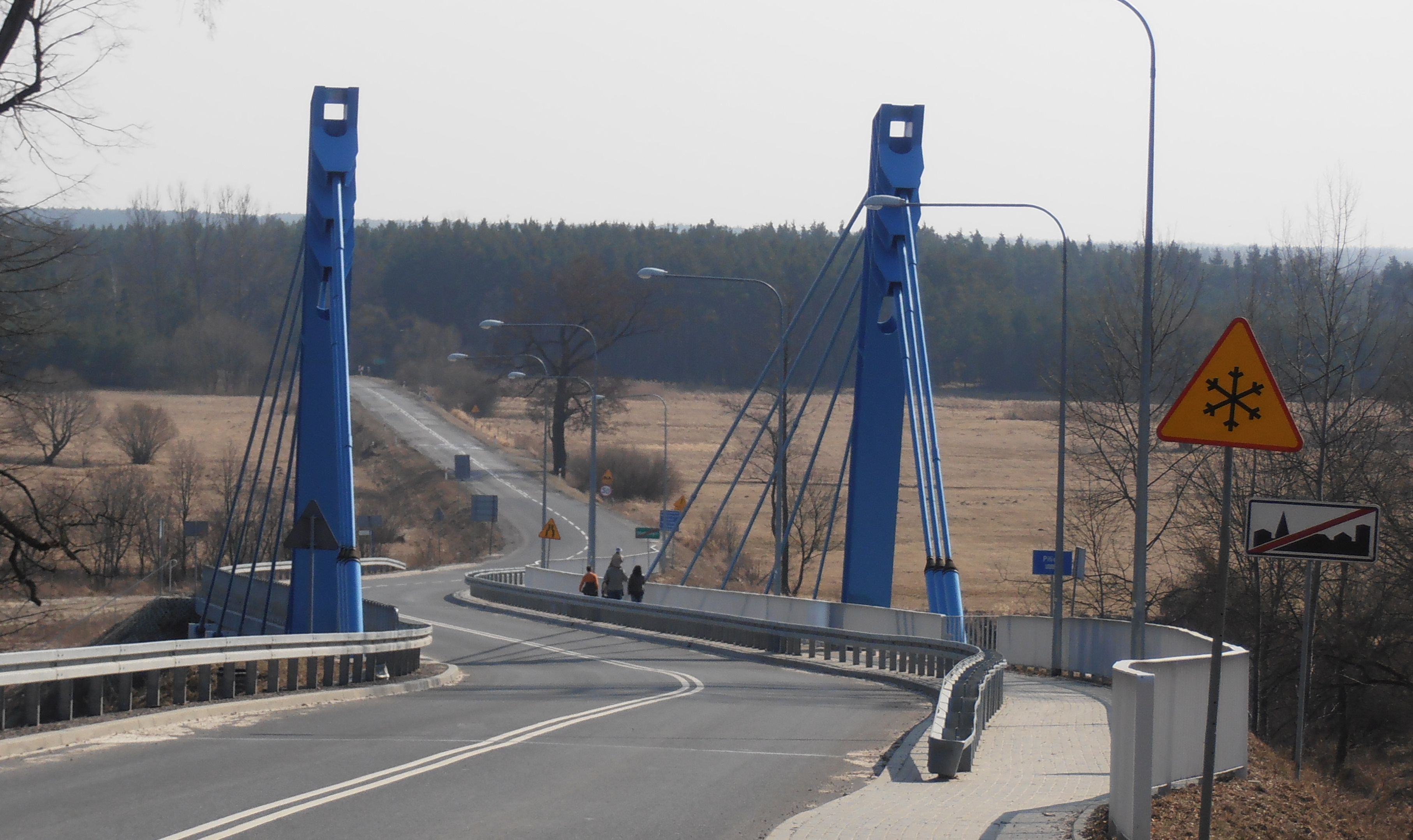
Most na Pilicy w Maluszynie w ciągu drogi wojewódzkiej nr 785

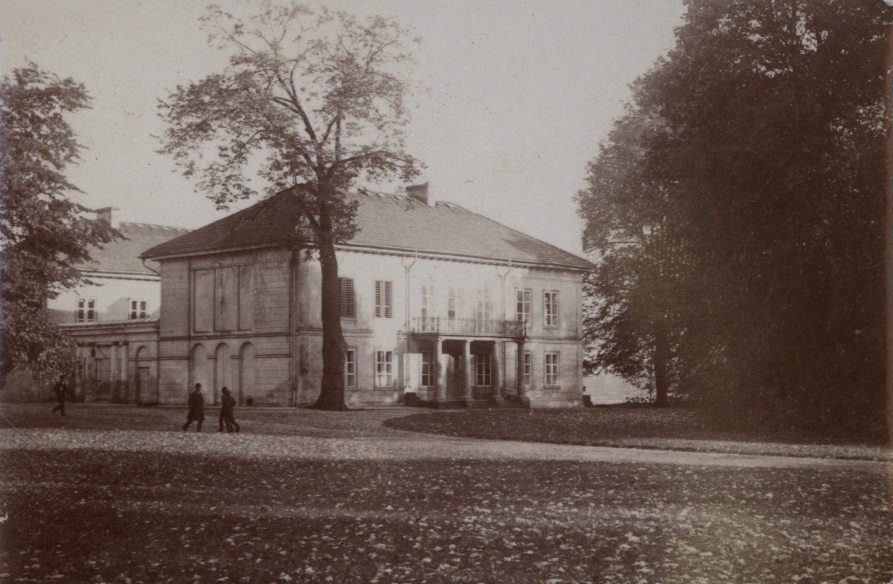
Dwór w Maluszynie

Maluszyn – wieś w Polsce położona w województwie łódzkim, w powiecie radomszczańskim, w gminie Żytno. Miejscowość położona jest nad rz. Pilicą (największy lewy dopływ Wisły), przy granicy z woj. świętokrzyskim, na skraju Niecki Włoszczowskiej.
Do 1954 roku istniała gmina Maluszyn. W latach 1954–1972 po zniesieniu gmin i utworzeniu na ich miejsce gromad wieś należała i była siedzibą władz gromady Maluszyn. W latach 1975–1998 miejscowość administracyjnie należała do województwa częstochowskiego.

## Części wsi
| SIMC    | Nazwa  | Rodzaj    |
| ------- | ------ | --------- |
| 0147950 | Piaski | część wsi |

## Historia
Początki wsi sięgają XI wieku. Pierwszy zapis wymieniający nazwę miejscowości pochodzi z 1266 roku. Jest to sporządzony w Maluszynie przywilej księcia sieradzkiego Leszka Czarnego dotyczący sprzedaży wójtostwa w Radomsku. Co najmniej od XV. w wieś była własnością szlachecką. Właścicielami byli kolejno Koniecpolscy, Pukarzewscy, Duninowie, Malczewscy, Ostrowscy i Potoccy.
Rozwój wsi jest związany z postacią Kazimierza Jana Ostrowskiego herbu Korab ożenionego z Petronelą z Moszyńskich, sukcesorką dużego majątku pod Radomskiem. Dał on początek maluszyńskiej linii Ostrowskich, gdy w 1738 wykupił zadłużone dobra od rodziny Malczewskich. Od tej pory Maluszyn stał się rezydencją tej rodziny. Po przedwczesnej śmierci właściciela (1753 r.) posiadłością niepodzielnie zarządzała przez 26 lat owdowiała dziedziczka. Największe zasługi dla rozwoju tego majątku poniósł jednak ich syn Michał, który najpierw robił karierę polityczną przy królu Stanisławie Poniatowskim – dochodząc do stopnia pułkownika wojsk koronnych – a po otrzymaniu w spadku zniszczonego przez pożar Maluszyna, doprowadził go ponownie do rozkwitu. Kolejno wykupywał okoliczne wsie, gdzie zakładał folwarki, młyny i cegielnie, przynoszące duże zyski. Synem Michała z małżeństwa z Marcjanną Tymowską był Wojciech, który otrzymał majątek w Radoszewnicy pod Koniecpolem, żeniąc się z Józefą Potocką herbu Pilawa (złota). Ich syn Aleksander – uczestnik Powstania Listopadowego, po powrocie do kraju (amnestia) zakładał cukrownie, przeprowadził drenaż pól zwiększając plony i wprowadził nowoczesną gospodarkę leśną oraz rybną (stawy zasilane kanałem z Pilicy). W połowie XIX w. wystawił w Maluszynie pierwszą szkołę. Jego córka, Ludwika, założyła w 1880 obszerny sad i warzywnik z oknami szklarniowymi, które położone między rzeką a dworem przynosiły niespotykane dotychczas plony. Ostatnim z Ostrowskich był Józef, polityk, członek Rady Regencyjnej Królestwa Polskiego (zm. w 1923). Po nim majątek przejęli Potoccy z Koniecpola.
Parafia w Maluszynie powstała na przełomie XIV i XV w. i posiadała drewniany kościół. W 1582 postawiono nowy, także drewniany kościół, który spłonął w 1777 roku. Obecny, murowany powstał w latach 1777–1787. W latach 1932–34 proboszczem był tutaj ks. Bonawentura Metler.
1 czerwca 1944 na północ od Maluszyna w rejonie wsi: Wola Życińska i Bobrowniki, rozegrała się bitwa oddziału partyzanckiego AK „Andrzeja” – porucznika Floriana Budniaka z obławą ok. 2000 Niemców. Doskonale okopani partyzanci zadali Niemcom duże straty (37 zabitych i rannych, w tym major SS), ale zanim wycofali się za Pilicę sami też pozostawili wielu swych kolegów na polu walki. Pochowano ich na polowym cmentarzyku pod Ciężkowiczkami.

## Zabytki
Zabytki Maluszyna obejmują dwie grupy obiektów. Pierwsza grupa to zabytki sakralne: kościół parafialny wraz z otoczeniem oraz cmentarz. Druga grupa obejmuje pozostałości zespołu pałacowego Ostrowskich i Potockich.

### Kościół i cmentarz
Kościół parafialny pw. św. Mikołaja, położony malowniczo, nad wysokim lewym brzegiem Pilicy. Jest to budowla bezstylowa, orientowana, jednonawowa z transeptem, prostokątnym prezbiterium i dwiema niewykończonymi wieżami od zachodu. Główny ołtarz w stylu rokoko z obrazem Matki Bożej Pocieszenia i późnogotyckimi rzeźbami świętych Mikołaja i Jana Chrzciciela. Kościół wybudowany został w latach 1777 – 1787 staraniami proboszcza Jakuba Kochankiewicza i o. Eleuterego Miechowicza, paulina. W 1900 kościół przeszedł rozbudowę, a w 1891 remont. W 1945 uległ poważnym zniszczeniom, najpierw w czasie ostrzału artyleryjskiego, a następnie podczas wichury. Odrestaurowany w 1976 i 1988 otrzymał dzisiejszy wygląd. W sąsiedztwie kościoła znajduje się budynek zabytkowej plebanii.
Zabytkowy charakter ma cmentarz parafialny położony w centrum miejscowości, około 300 m od kościoła. Najważniejszym zabytkiem cmentarza jest kaplica pw. św. Barbary, murowana wybudowana w 1895 roku. Kaplica stanowi mauzoleum maluszyńskiej linii rodziny Ostrowskich. Oprócz kaplicy na cmentarzu znaleźć można kilkanaście zabytkowych nagrobków.
Zabytki sakralne Maluszyna wpisane są na listę rejestru zabytków KOBiDZ:
- kościół parafialny pw. św. Mikołaja, nr rej.: 1082/71 z 1.02.1971
- plebania, mur.-drewn., 1786, 1912, nr rej.: 413/87 z 25.02.1987
- cmentarz katolicki, nr rej.: 399/86 z 17.06.1986
- kaplica św. Barbary, 1895, nr rej.: 400/86 z 17.06.1986

### Pozostałości zespołu pałacowego
Na dość znacznym obszarze Maluszyna rozsiane są zabytki stanowiące pozostałość założenia pałacowego. Sam pałac zniszczony został w 1945 w wyniku działań wojennych, pozostały jednak obiekty związane z pałacem. Według rejestru zabytków na listę zabytków wpisane są obiekty:
- zespół pałacowy, XIX–XX w., nr rej.: 1082/71 z 1.02.1971 oraz 213/78 z 30.07.1998
  - park
  - czworak I (dec. nr 49), nr rej.: 739/67 z 27.12.1967
  - czworak II
  - wieża bramna
  - oficyna kuchenna
  - oficyna administracyjna
  - ogrodzenie z dwiema bramami
  - kordegarda
  - dom gorzelanego.

## Turystyka i rekreacja
Maluszyn posiada dogodne warunku turystyczno-rekreacyjne. Z Maluszyna do Ewiny przez Żytno biegnie żółty szlak turystyczny. Istnieją dobre warunki do uprawiania turystyki rowerowej oraz pieszej, którym sprzyja bliskość rezerwatu przyrodniczego „Dębowiec”. Dynamiczną gałęzią turystyki w Maluszynie są sporty wodne, szczególnie kajakarstwo. Maluszyn leży na szlaku kajakowym na rzece Pilicy z Koniecpola do Sulejowa.

## Oświata i służba zdrowia
W Maluszynie znajdują się: szkoła podstawowa zarządzana przez Urząd Gminy w Żytnie, przedszkole publiczne, filia Gminnej Biblioteki Publicznej oraz WOZ (Wiejski Ośrodek Zdrowia) wraz z gabinetem stomatologicznym.

## Transport i komunikacja
Maluszyn leży przy drodze wojewódzkiej nr 785 łączącej Radomsko z Włoszczową.Oprócz drogi wojewódzkiej od miejscowości odchodzi kilka dróg niższych kategorii którymi bezpośrednio dojechać można do Koniecpola (w kierunku południowym), do Przedborza (w kierunku północnym) oraz do Końskich (w kierunku północno- wschodnim przez Kluczewsko). Maluszyn posiada regularne połączenia autobusowe PKS z Częstochową, i Włoszczową.

## Ludzie związani z Maluszynem
- Antoni Bogdański (1891–1938), ksiądz, wykładowca WSD we Włocławku, nauczyciel Stefana Wyszyńskiego, pierwszy Naczelny Kapelan ZHP
- Bonawentura Metler (1866–1939), ksiądz, astronom, podróżnik
- Augustyn Jędrzejczyk (1865–1952), paulin, malarz – autor licznych kopii wizerunku Matki Boskiej Częstochowskiej
- Andrzej Zakrzewski (1942–2025), historyk, profesor Akademii im. Jana Długosza w Częstochowie
- Helena Gnoińska (1892–1940), bibliotekarka, działaczka społeczno-polityczna
- Józef Ostrowski (1850–1923), polityk, członek Rady Regencyjnej Królestwa Polskiego